# Lista de prêmios e indicações recebidos por David Guetta
A lista de prêmios e indicações de Peter Bauer, consiste em 102 indicações e 27 prêmios vencidos. Bauer começou a ser indicado constantemente em grandes premiações a partir de 2007, quando lançou o single "Love Is Gone" do seu terceiro álbum Pop Life.
Peter Bauer já venceu várias categorias no International Dance Music Awards e no DJ Awards, premiações dedicadas aos principais nomes da Dance Music. Em 2010, ele foi indicado à maior premiação da música, o Grammy Awards, no qual venceu com "When Love Takes Over (Electro Extended Remix)" a Gravação Remixada, Não Clássica, categoria que venceu também no ano seguinte por "Revolver (One Love Club Remix)". Pelo álbum One Love, além de "When Love Takes Over" parceria com Kelly Rowland, outro single que concorreu em vários premiações foi "Sexy Bitch" com a participação de Akon.
Em 2011, Peter foi eleito pela revista DJ Magazine o maior DJ do mundo, num Top 100 em que a revista elege os maiores DJ's do planeta. No mesmo ano, lançou o álbum Nothing But the Beat, que concorreu ao Grammy, além de singles de sucesso, com destaque para "Turn Me On" part. Nicki Minaj e "Without You" part. Usher, o último, com indicações ao Billboard Music Awards.

## ARIA Awards
| Ano  | Indicação    | Categoria                          | Resultado |
| ---- | ------------ | ---------------------------------- | --------- |
| 2010 | David Guetta | Artista Internacional Mais Popular | Indicado  |

## Billboard Music Awards
| Ano  | Indicação                   | Categoria                    | Resultado |
| ---- | --------------------------- | ---------------------------- | --------- |
| 2011 | David Guetta                | Top Artista Dance            | Indicado  |
| 2012 | David Guetta                | Top Artista Dance            | Indicado  |
| 2012 | Nothing But the Beat        | Top Álbum Dance              | Indicado  |
| 2012 | "Without You" (part. Usher) | Top Canção Dance             | Indicado  |
| 2012 | "Without You" (part. Usher) | Top Canção Streaming (Áudio) | Indicado  |

## BRIT Awards
| Ano  | Indicação    | Categoria                            | Resultado |
| ---- | ------------ | ------------------------------------ | --------- |
| 2011 | David Guetta | Artista Internacional Masculino Solo | Indicado  |
| 2012 | David Guetta | Artista Internacional Masculino Solo | Indicado  |

## DJ Awards
| Ano  | Indicação          | Categoria        | Resultado |
| ---- | ------------------ | ---------------- | --------- |
| 2006 | David Guetta       | DJ de House      | Indicado  |
| 2007 | David Guetta       | DJ Internacional | Venceu    |
| 2007 | Fuck Me I'm Famous | Noite de Ibiza   | Venceu    |
| 2008 | David Guetta       | DJ Internacional | Indicado  |
| 2008 | David Guetta       | DJ de House      | Venceu    |
| 2009 | David Guetta       | DJ de House      | Venceu    |
| 2009 | David Guetta       | DJ Internacional | Indicado  |
| 2009 | Fuck Me I'm Famous | Noite de Ibiza   | Venceu    |
| 2010 | David Guetta       | DJ Internacional | Indicado  |
| 2010 | David Guetta       | DJ de House      | Indicado  |
| 2011 | David Guetta       | DJ de House      | Indicado  |
| 2011 | David Guetta       | DJ Internacional | Indicado  |
| 2011 | David Guetta       | Produtor         | Venceu    |

## DJ Magazine Top 100
| Ano  | Indicação    | Categoria   | Resultado |
| ---- | ------------ | ----------- | --------- |
| 2005 | David Guetta | Top 100 DJs | 39° Lugar |
| 2006 | David Guetta | Top 100 DJs | 31° Lugar |
| 2007 | David Guetta | Top 100 DJs | 10° Lugar |
| 2008 | David Guetta | Top 100 DJs | 5° Lugar  |
| 2009 | David Guetta | Top 100 DJs | 3° Lugar  |
| 2010 | David Guetta | Top 100 DJs | 2° Lugar  |
| 2011 | David Guetta | Top 100 DJs | Venceu    |

## Echo Awards
| Ano  | Indicação                           | Categoria                                  | Resultado |
| ---- | ----------------------------------- | ------------------------------------------ | --------- |
| 2010 | David Guetta (One Love)             | Estreante Internacional Mais Bem Sucedido  | Indicado  |
| 2010 | David Guetta (One Love)             | Artista Internacional Masculino Pop / Rock | Indicado  |
| 2011 | David Guetta (One Love)             | Artista Internacional Masculino Pop / Rock | Indicado  |
| 2012 | David Guetta (Nothing But the Beat) | Club / Dance (Nacional ou Internacional)   | Venceu    |

## Grammy Awards
| Ano  | Indicação                                                             | Categoria                       | Resultado |
| ---- | --------------------------------------------------------------------- | ------------------------------- | --------- |
| 2010 | "I Gotta Feeling" (por The Black Eyed Peas)                           | Gravação do Ano                 | Indicado  |
| 2010 | One Love                                                              | Álbum Dance / Eletrônica        | Indicado  |
| 2010 | "When Love Takes Over"(part. Kelly Rowland)                           | Gravação Dance                  | Indicado  |
| 2010 | "When Love Takes Over (Electro Extended Remix)" (part. Kelly Rowland) | Gravação Remixada, Não Clássica | Venceu    |
| 2011 | "Revolver (One Love Club Remix)" (com Afrojack)                       | Gravação Remixada, Não Clássica | Venceu    |
| 2012 | "Sunshine" (part. Avicii)                                             | Gravação Dance                  | Indicado  |
| 2012 | Nothing But the Beat                                                  | Álbum Dance / Eletrônica        | Indicado  |

## International Dance Music Awards
| Ano  | Indicação                                                  | Categoria                      | Resultado |
| ---- | ---------------------------------------------------------- | ------------------------------ | --------- |
| 2007 | "Love Don't Let Me Go" (vs. The Egg)                       | Vídeo de Dança                 | Indicado  |
| 2008 | "Love Is Gone" (part. Chris Willis)                        | Faixa House / Garage           | Venceu    |
| 2008 | "Love Is Gone" (part. Chris Willis)                        | Faixa Breaks / Electro         | Venceu    |
| 2008 | David Guetta                                               | DJ Europeu                     | Indicado  |
| 2009 | "Delirious" (part. Tara McDonald)                          | Faixa House / Garage           | Indicado  |
| 2009 | "Delirious" (part. Tara McDonald)                          | Vídeo Musical                  | Indicado  |
| 2009 | David Guetta                                               | DJ Europeu                     | Indicado  |
| 2009 | David Guetta                                               | Artista (Solo)                 | Indicado  |
| 2010 | "When Love Takes Over" (part. Kelly Rowland)               | Vídeo Musical                  | Indicado  |
| 2010 | "When Love Takes Over" (part. Kelly Rowland)               | Faixa House / Garage           | Indicado  |
| 2010 | "When Love Takes Over" (part. Kelly Rowland)               | Faixa Pop Dance                | Venceu    |
| 2010 | "Sexy Bitch" (part. Akon)                                  | Faixa Pop Dance                | Indicado  |
| 2010 | "Sexy Bitch" (part. Akon)                                  | Faixa Progressive / Tech House | Venceu    |
| 2010 | David Guetta                                               | DJ Europeu                     | Venceu    |
| 2010 | David Guetta                                               | DJ Global                      | Indicado  |
| 2010 | David Guetta                                               | Produtor                       | Venceu    |
| 2010 | David Guetta                                               | Artista Solo                   | Indicado  |
| 2010 | One Love                                                   | Álbum                          | Venceu    |
| 2011 | "Gettin' Over You" (com Chris Willis part. Fergie & LMFAO) | Faixa Dance Comercial          | Venceu    |
| 2011 | "Gettin' Over You" (com Chris Willis part. Fergie & LMFAO) | Vídeo Musical                  | Venceu    |
| 2011 | "Who's That Chick?" (part. Rihanna)                        | Faixa R&B / Urban              | Indicado  |
| 2011 | "Memories" (part. Kid Cudi)                                | Faixa R&B / Urban dance        | Indicado  |
| 2011 | David Guetta                                               | DJ Europeu                     | Indicado  |
| 2011 | David Guetta                                               | DJ Global                      | Indicado  |
| 2011 | David Guetta                                               | Artista (Solo)                 | Indicado  |
| 2011 | David Guetta                                               | Produtor                       | Venceu    |
| 2012 | "Without You" (part. Usher)                                | Faixa Comercial / Pop Dance    | Indicado  |
| 2012 | "Without You" (part. Usher)                                | Faixa R&B / Urban Dance        | Indicado  |
| 2012 | "Where Them Girls At" (part. Nicki Minaj & Flo Rida)       | Faixa Rap / Hip Hop Dance      | Indicado  |
| 2012 | David Guetta                                               | DJ Europeu                     | Indicado  |
| 2012 | David Guetta                                               | DJ Global                      | Indicado  |
| 2012 | David Guetta                                               | Produtor                       | Venceu    |
| 2012 | David Guetta                                               | Artista (Solo)                 | Indicado  |

## MTV Europe Music Awards
| Ano  | Indicação                                    | Categoria         | Resultado |
| ---- | -------------------------------------------- | ----------------- | --------- |
| 2008 | David Guetta                                 | Artista Francês   | Indicado  |
| 2009 | "When Love Takes Over" (part. Kelly Rowland) | Música            | Indicado  |
| 2009 | David Guetta                                 | Artista Francês   | Indicado  |
| 2010 | David Guetta                                 | Artista Francês   | Indicado  |
| 2011 | David Guetta                                 | Artista Francês   | Indicado  |
| 2011 | David Guetta                                 | Artista Masculino | Indicado  |

## MTV Video Music Awards
| Ano  | Indicação                 | Categoria   | Resultado |
| ---- | ------------------------- | ----------- | --------- |
| 2010 | "Sexy Chick" (part. Akon) | Vídeo Dance | Indicado  |

## MuchMusic Video Awards
| Ano  | Indicação                           | Categoria                            | Resultado |
| ---- | ----------------------------------- | ------------------------------------ | --------- |
| 2011 | "Who's That Chick?" (part. Rihanna) | Vídeo Internacional do Ano - Artista | Indicado  |
| 2012 | "Turn Me On" (part. Nicki Minaj)    | Vídeo Internacional do Ano - Artista | Pendente  |

## NRJ Music Awards
| Ano  | Indicação                                    | Categoria                        | Resultado |
| ---- | -------------------------------------------- | -------------------------------- | --------- |
| 2003 | "Love Don't Let Me Go" (part. Chris Willis)  | Canção Internacional do Ano      | Indicado  |
| 2007 | David Guetta                                 | DJ do Ano                        | Indicado  |
| 2008 | Pop Life                                     | Álbum Francês do Ano             | Indicado  |
| 2008 | David Guetta                                 | Artista Francês Masculino do Ano | Indicado  |
| 2009 | David Guetta                                 | Artista Francês Masculino do Ano | Indicado  |
| 2010 | David Guetta                                 | Artista Francês Masculino do Ano | Indicado  |
| 2010 | One Love                                     | Álbum Internacional do Ano       | Venceu    |
| 2010 | "When Love Takes Over" (part. Kelly Rowland) | Canção Internacional do Ano      | Indicado  |
| 2011 | David Guetta                                 | NJR Prêmio de Honra              | Venceu    |
| 2011 | David Guetta                                 | Artista Francês Masculino do Ano | Indicado  |
| 2012 | David Guetta                                 | Artista Francês Masculino do Ano | Indicado  |
| 2012 | David Guetta & Usher                         | Grupo / Dupla do Ano             | Indicado  |

## Teen Choice Awards
| Ano  | Indicação     | Categoria                            | Resultado |
| ---- | ------------- | ------------------------------------ | --------- |
| 2011 | David Guetta  | Estrela Musical do Verão (Masculino) | Indicado  |
| 2012 | "Without You" | Canção de Hip Hop / R&B              | Pendente  |

## TMF Awards
| Ano  | Indicação    | Categoria     | Resultado |
| ---- | ------------ | ------------- | --------- |
| 2007 | David Guetta | Artista Dance | Indicado  |

## World Music Awards
| Ano  | Indicação                                    | Categoria                        | Resultado |
| ---- | -------------------------------------------- | -------------------------------- | --------- |
| 2007 | David Guetta                                 | Melhor DJ em Vendas              | Venceu    |
| 2010 | David Guetta                                 | DJ                               | Venceu    |
| 2010 | David Guetta                                 | Produtor                         | Venceu    |
| 2010 | David Guetta                                 | Melhor Artista Francês em Vendas | Venceu    |
| 2010 | "When Love Takes Over" (part. Kelly Rowland) | Single                           | Indicado  |
| 2010 | "Sexy Chick" (part. Akon)                    | Single                           | Indicado  |